# Jessie Bernard
Jessie Bernard (geboren als Jessie Sarah Ravitch 8. Juni 1903 in Minneapolis; gestorben 6. Oktober 1996 in Washington, D.C.) war eine US-amerikanische Soziologin und Feministin.   

## Leben
Jessie Ravitch war das dritte von vier Kindern des Kurzwarenhändlers David Solomon Ravitch und der Bessie Kanter. Ihre jüdischen Eltern waren beide aus Siebenbürgen in die USA eingewandert. Ravitch besuchte ab 1920 die University of Minnesota mit einem B.A.-Abschluss. Sie studierte dort Soziologie unter anderem bei Pitirim Sorokin und machte 1924 einen M.A.-Abschluss bei Luther Lee Bernard. Sie arbeitete bei ihm als Assistentin und heiratete ihn 1925. Sie bekamen drei Kinder, die sie sich gewünscht hatte. 
Jessie Bernard wurde 1935 an der Washington University in St. Louis, an der L. L. Bernard seit 1929 lehrte, promoviert. Sie war ab 1940 Soziologieprofessorin am Lindenwood College in Saint Charles (Missouri). Beide gingen 1947 als Dozenten an die Pennsylvania State University, der zwanzig Jahre ältere L. L. Bernard starb 1951, ein Jahr nach der Geburt des dritten Kindes. An der Universität erhielt sie schließlich eine Stelle als Full Professor für Soziologie, sie wurde 1964 emeritiert. 
Bernard war 1951 Mitgründerin der Society for the Study of Social Problems und war im Jahr 1963 ihre Präsidentin. 1976 wurde ihr zu Ehren der Jessie Bernard Award für Frauenstudien von der American Sociological Association eingerichtet.

## Schriften (Auswahl)
- Luther L. Bernard; Jessie Bernard: Sociology and the Study of International Relations. St. Louis : Washington University Press, 1934
- American Family Behavior. New York: Harper & Brothers, 1942
- Luther L. Bernard; Jessie Bernard: Origins of American sociology : the social science movement in the United States. New York: Crowell, 1943
- American Community Behavior. New York: Dryden Press, 1949
- Remarriage: A Study of Marriage. New York: Dryden Press, 1956
- Social Problems at Midcentury: Role, Status and Stress in a Context of Abundance. New York: Dryden Press, 1957
- Academic Women. University Park: Pennsylvania State University Press, 1964
- Marriage and Family Among Negroes. New Jersey: Prentice-Hall, 1966
- The Sex Game. New Jersey: Prentice-Hall, 1968
- Women and the Public Interest: An Essay on Policy and Protest. Chicago: Aldine, 1971
- The Future of Marriage. New York: Bantam Books, 1972
- The Sociology of Community. Glenview Illinois: Scott, Foresman Publisher, 1973
- My Four Revolutions: An Autobiographical History of the ASA, The American Journal of Sociology, 78(4), 1973 S. 773–781
- The Future of Motherhood. New York: Penguin Books, 1975
- Women, Wives, Mothers: Values and Options. Chicago: Aldine, 1975
- Self-Portrait of a Family. Boston: Beacon Press, 1978
- The Female World. New York: Free Press, 1981
- The Female World from a Global Perspective. Indiana: Indiana University Press, 1987
- A Woman's Twentieth Century, in: Bennett M. Berger (Hrsg.): Authors of their own lives : intellectual autobiographies by twenty American sociologists, Berkeley : Univ. of California Pr., 1990, S. 323–348